# Duplaspidiotus aldabracus
Duplaspidiotus aldabracus är en insektsart som först beskrevs av Green och Robert Malcolm Laing 1921.  Duplaspidiotus aldabracus ingår i släktet Duplaspidiotus och familjen pansarsköldlöss.
Artens utbredningsområde är Seychellerna. Inga underarter finns listade i Catalogue of Life.